# Біплан

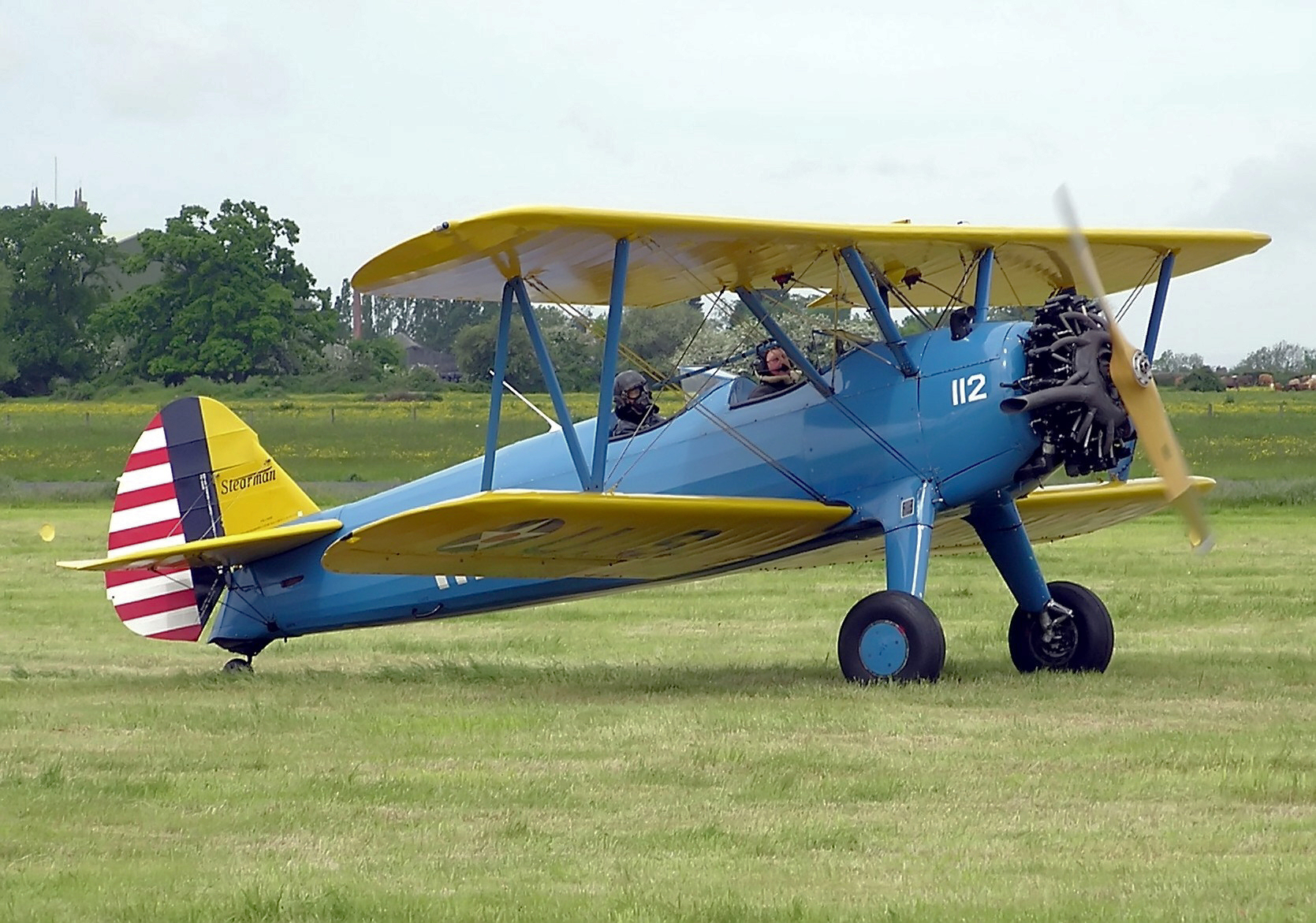
Boeing Stearman E75 (PT-13D) Kaydet.
Біплан 1944. Велика Британія

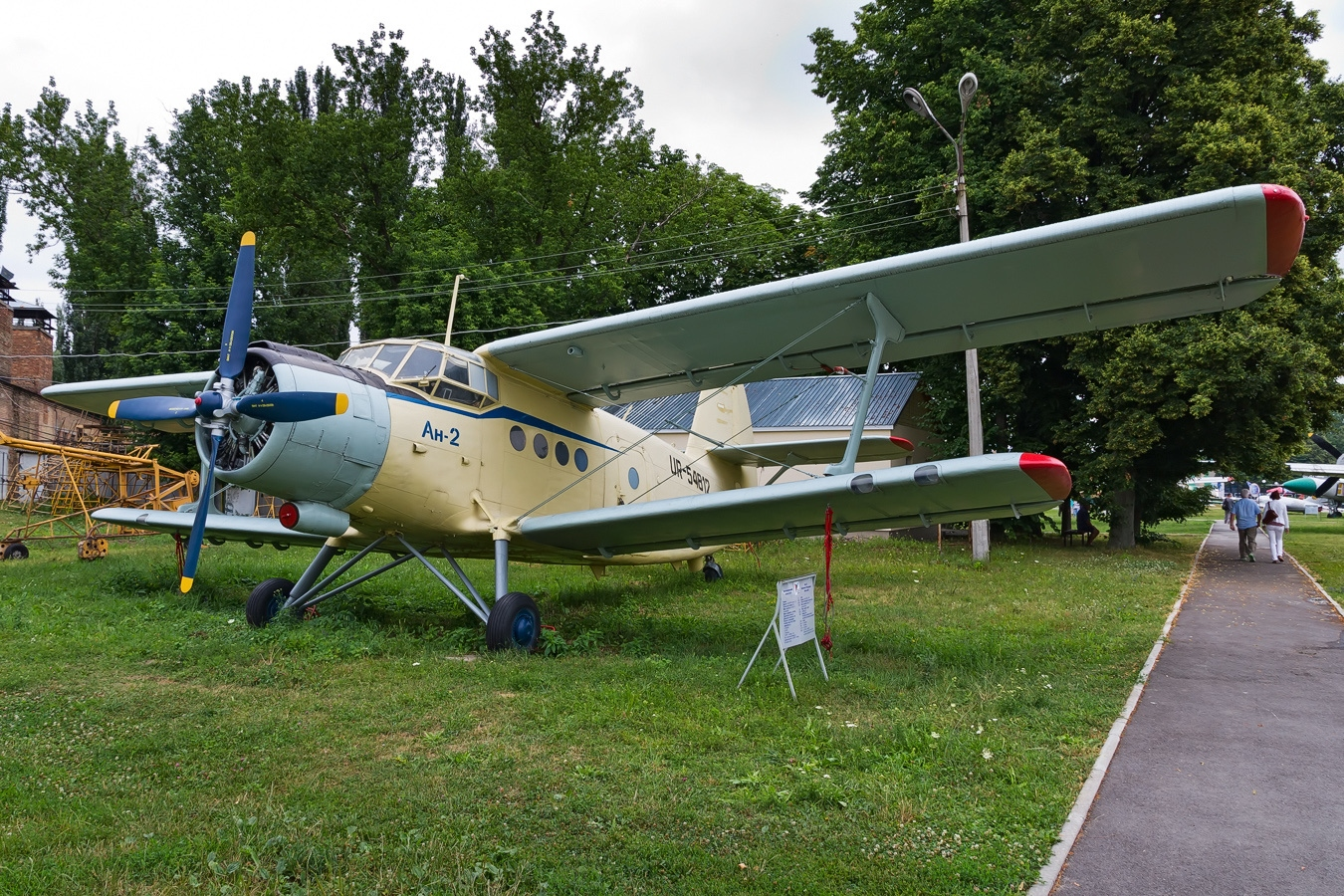
Ан-2, найвідоміший радянський біплан

Біпла́н (фр. biplan від лат. bis — двічі та planum — площина) — літальний апарат, що має дві несні площини, розміщені одна над одною. Така конструкція дозволяє отримати велику площу крил і підіймальну силу при меншому розмірі крила, що дуже важливо при недостатній міцності. Недоліком є підвищений аеродинамічний опір. Була дуже популярна на зорі авіації, але поступово зійшла нанівець протягом 30-х років.
Варіант біплана з площинами розміщеними не одна над одною називають тандемом. Ця схема не набула значного поширення.
Один з найвідоміших біпланів у СРСР — знаменитий «кукурудзник» Ан-2, розроблений ДКБ-153 О. К. Антонова у 1947 році, один із наймасовіших та найбільших у світі біпланів.

## Переваги
Поділ несної площі на дві площини доброчинно позначається на габаритах літака, що своєю чергою викликає зменшення загальної ваги, а також вертикального і горизонтального моментів інерції. Зменшення моментів інерції позитивно позначається на маневровості апарату. Додатковий виграш у вазі може дати використання розчалювання коробки крил. Розчалена крилова коробка може бути реалізована у вигляді статично не визначної конструкції, що дає додатковий запас надійності. Практика також показала більшу, ніж у монопланів, стійкість до зриву потоку з крила. Це пояснюється тим, що в першу чергу зрив починався на верхньому, як правило, винесеному вперед по польоту і встановленому з великим кутом атаки, крилі. При цьому, нижнє крило продовжувало виконувати несні функції. Замість зриву в штопор правильно побудований біплан просто опускає ніс і набирає необхідну для створення підіймальної сили швидкість. Як перевагу в певних умовах, можна також назвати низькі швидкості зльоту / посадки і, як наслідок, невелика необхідна довжина злітно-посадкової смуги[джерело?].

## Недоліки
Основним недоліком біплана в порівнянні з монопланом є вищий «профільний опір», викликаний наявністю двох крил. Опір системи підкосів і розчалок, що він приписується біпланам, скоріше притаманний найбільш раннім конструкціям літаків, а не самій схемі. В історії є приклади біпланів з обома «чистими» (без підкосів і розчалок) крилами. Як недолік при деяких компонуваннях апарату може також виступати обмеження огляду крилами, а також не найвидатніші аеродинамічні якості[джерело?].

## Півтораплан
Півтораплан (фр. sesquiplane) — різновид біплана, у якого одне з крил (в більшості випадків верхнє) суттєво більше за площею за інше. Така різниця може досягатись завдяки різній довжині та/або ширині крила. Відомими прикладами літаків з меншим розмахом нижнього крила є Bréguet 19, І-153, а з меншою шириною — Nieuport 17, Albatros D.V, Armstrong Whitworth Siskin
Існувала також непопулярна схема оберненого півтораплана, у якого верхнє крило було меншим за нижнє. Такими були Fiat CR.1 та Saro Windhover.

## Галерея

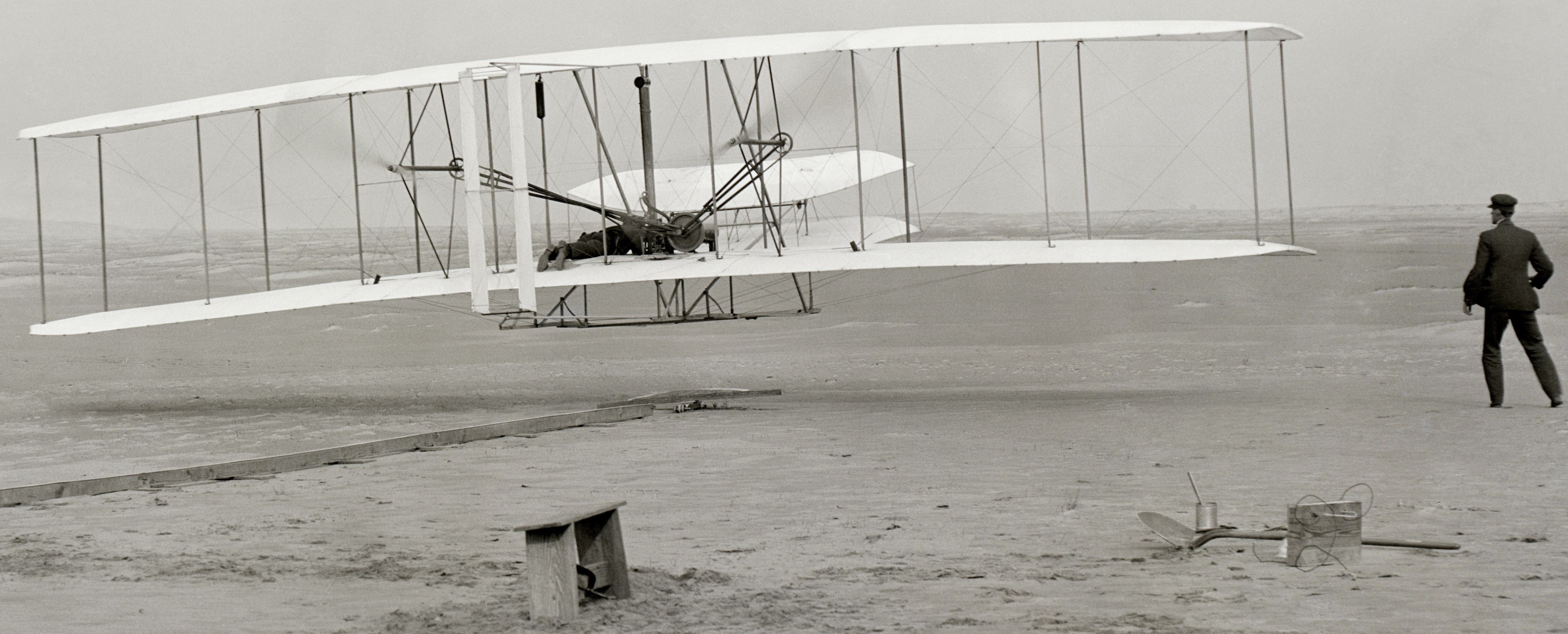
Wright Flyer, один із перших літаків в історії
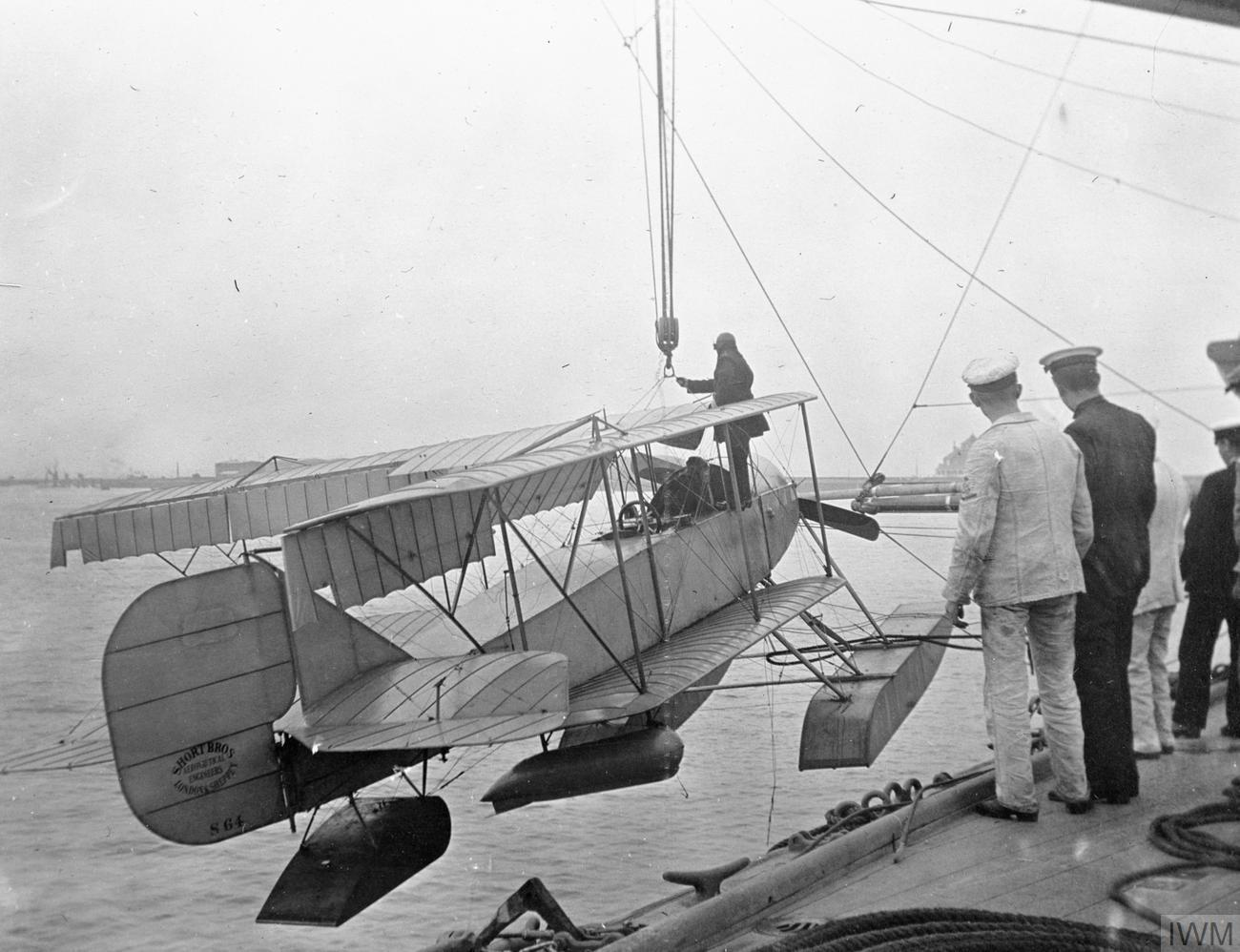
Short Folder[en] Type 81, один із перших літаків зі складаними крилами
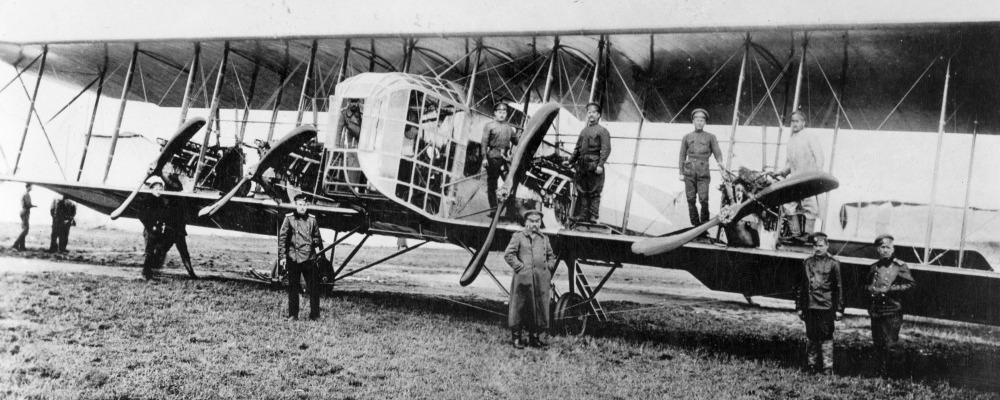
«Ілля Муромець», один із перших важких бомбардувальників
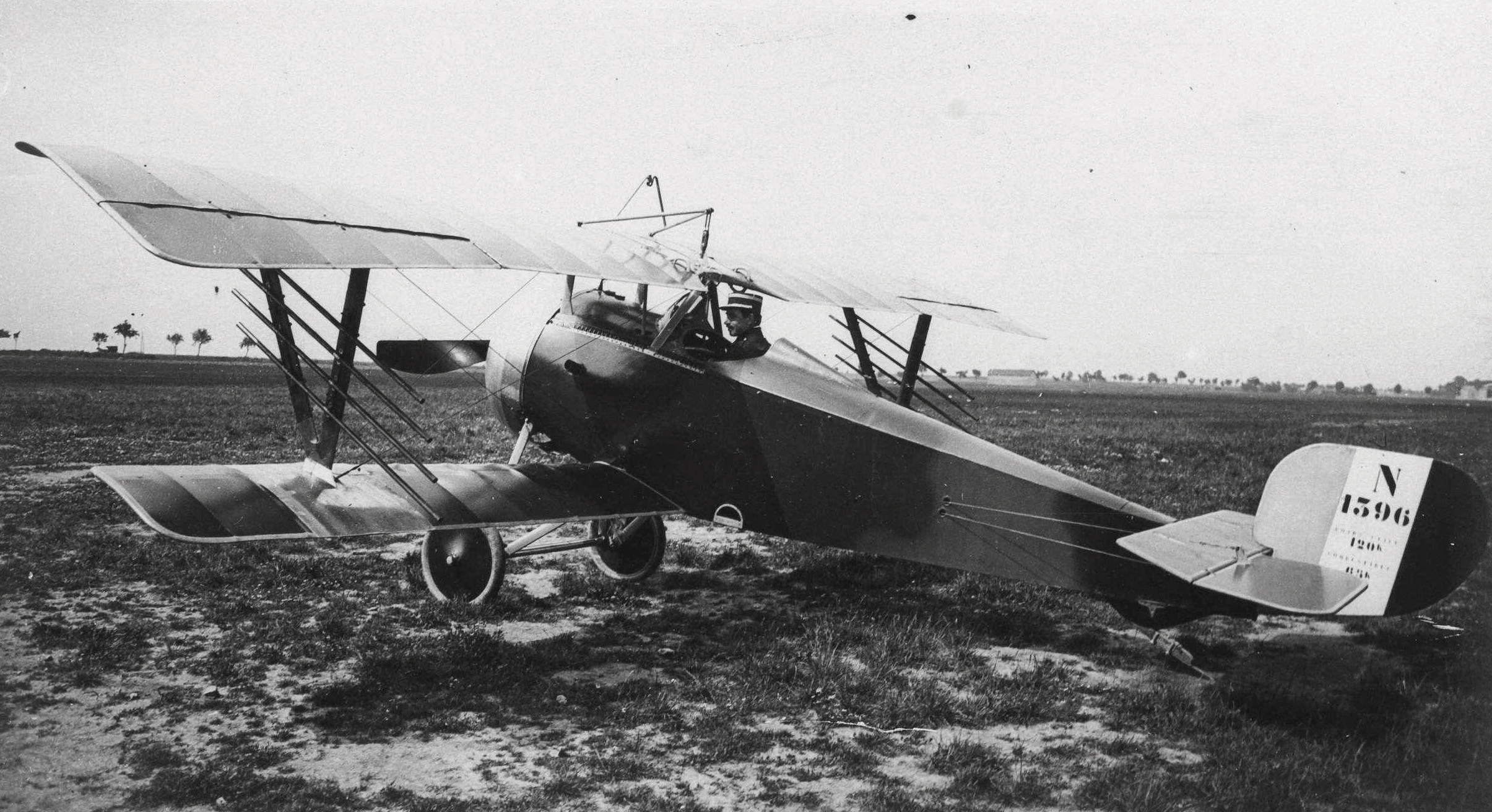
Французький півтораплан Nieuport 17[en]
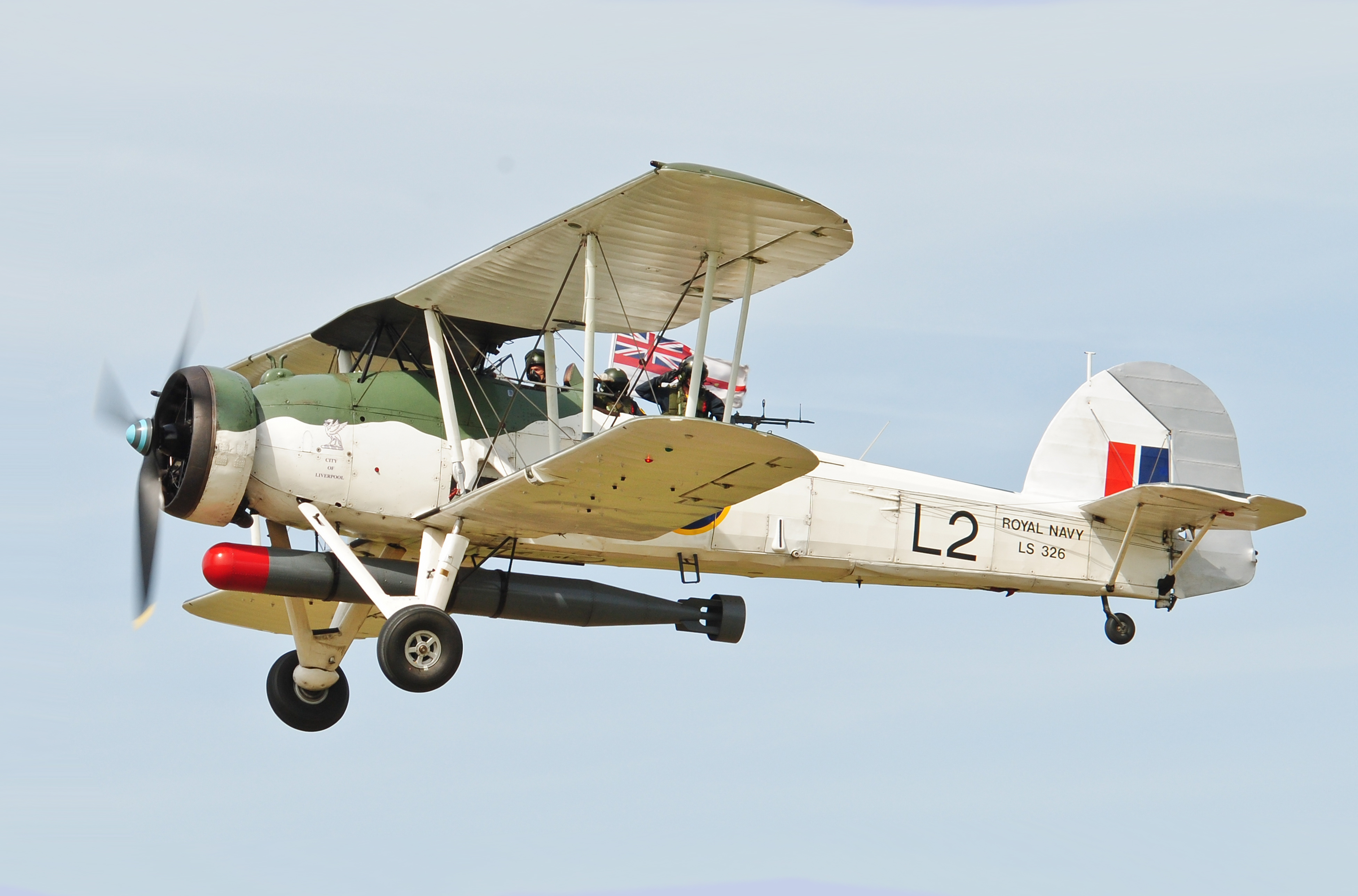
Британський Fairey Swordfish
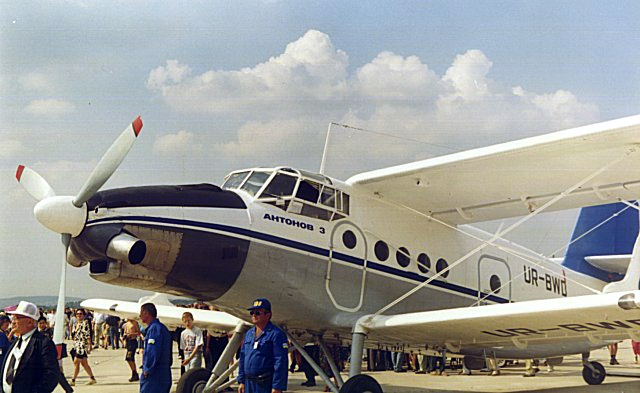
Турбогвинтовий біплан Ан-3
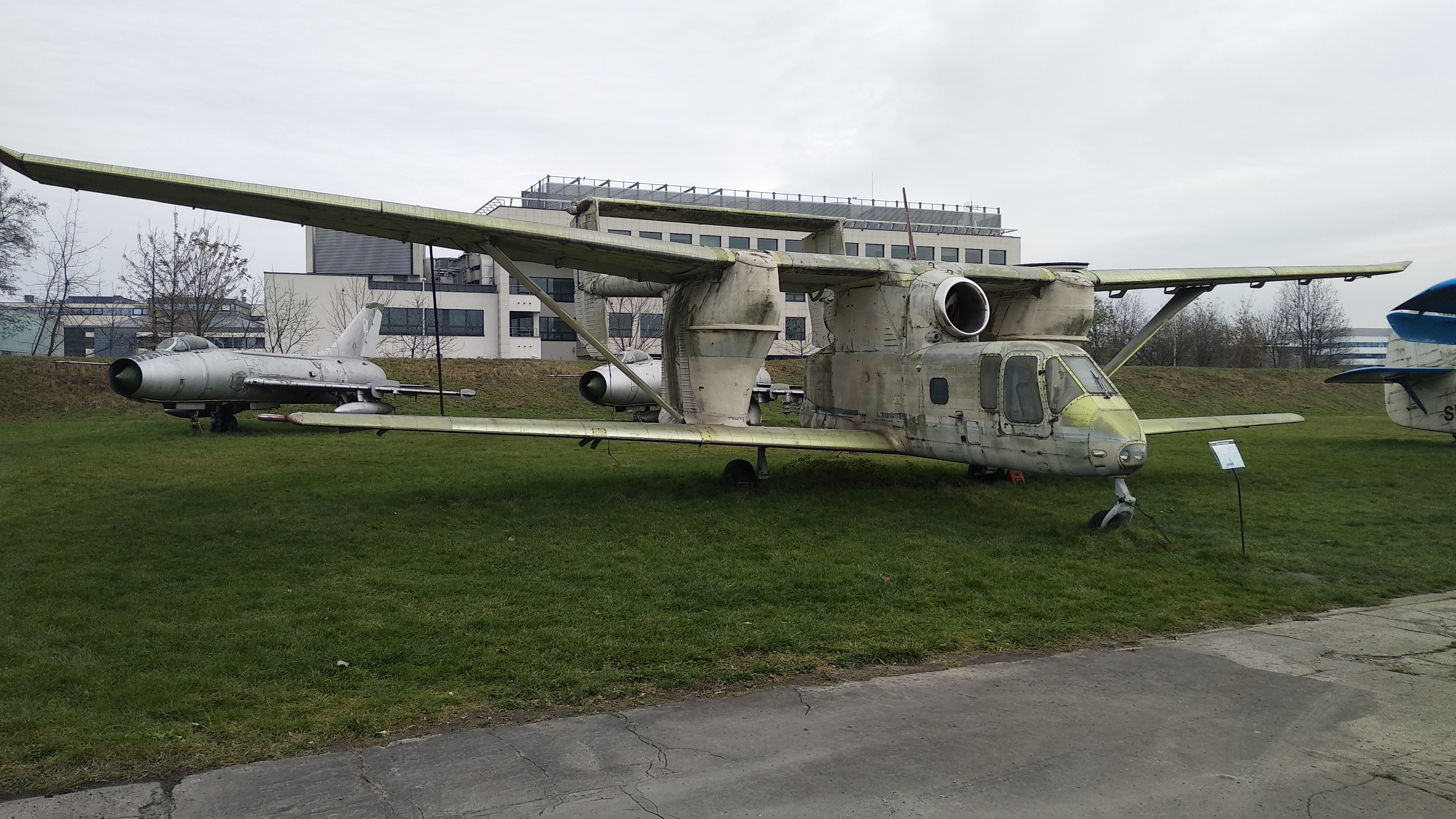
PZL M-15 Belphegor, єдиний серійний реактивний біплан